# Stuart Max Walters
Stuart Max Walters (13 de mayo de 1920 - 11 de diciembre de 2005) fue un botánico, curador, y diácono inglés.
Como objetor de conciencia en la Segunda Guerra Mundial, trabajó en un hospital de Sheffield y de Bristol. Fue curador del Herbario, de la "Botany School", en la University of Cambridge de 1949 a 1973, conferencista en Botánica de 1962 a 1973, y por diez años hasta su retiro, 1973-83, Director del Jardín botánico Universitario de Cambridge. Fue becario de investigación en la St John's College, Cambridge de 1948 a 1951 y becario del King's College, Cambridge 1964-84.
Fue autor de numerosos libros sobre plantas y flores, muy notablemente su Atlas of the British Flora de 1964 (con Franklyn H. Perring) y coeditor de Flora Europaea. Escribió dos bien conocidos textos para la Biblioteca New Naturalist: Wild Flowers (1954, coescrito con John Gilmour) y Mountain Flowers (1956, con John Raven). Estuvo muy involucrado en el estudio y manejo del "Humedal Wicken Fen". Posterior a su retiro, escribe una biografía del maestro de Darwin y amigo, John S. Henslow, Darwin's mentor (2001).
Walters fue un esmerado cristiano muy involucrado tanto en la vida local de la Iglesia de Inglaterra (fue un laico consagrado en Grantchester por muchos años) como en la aplicación de los principios cristianos a la vida nacional y social: fue un cristiano socialista y también un cristiano pacifista, y así fue miembro líder del Fellowship of Reconciliation y activo en la Campaña para el Desarme Nuclear.

## Otras publicaciones

### Libros
- Briggs, D; SM Walters. 2001. Plant Variation & Evolution. Ed. Cambridge Univ. Press; 3ª ed. 534 pp. ISBN 0-521-45918-4

## Honores

### Eponimia
Especies
- (Leguminosae) Lebeckia waltersii  C.H.Stirt.
- (Rosaceae) Alchemilla waltersii K.M.Purohit & Panigrahi
- (Cyperaceae) Eleocharis palustris (L.) Roem. & Schult. subsp. waltersii Bureš & Danihelka

- La abreviatura «Walters» se emplea para indicar a Stuart Max Walters como autoridad en la descripción y clasificación científica de los vegetales.[1]